# Stictotarsus striatellus
Stictotarsus striatellus är en skalbaggsart som först beskrevs av Leconte 1852.  Stictotarsus striatellus ingår i släktet Stictotarsus och familjen dykare. Inga underarter finns listade i Catalogue of Life.